# Spahnharrenstätte
Spahnharrenstätte est une municipalité allemande du land de Basse-Saxe et l'arrondissement du Pays de l'Ems. En 2014, elle comptait 1 511 hab.

## Source
- (de) Cet article est partiellement ou en totalité issu de l’article de Wikipédia en allemand intitulé « Spahnharrenstätte » (voir la liste des auteurs).